# Чемпионат Северной, Центральной Америки и Карибского бассейна по волейболу среди женщин 2009
21-й чемпионат Северной, Центральной Америки и Карибского бассейна (NORCECA) по волейболу среди женщин прошёл с 22 по 27 сентября 2009 года в Баямоне (Пуэрто-Рико) с участием 8 национальных сборных команд. Чемпионский титул впервые в своей истории выиграла сборная Доминиканской Республики.

## Команды-участницы
Доминиканская Республика, Канада, Коста-Рика, Куба, Мексика, Пуэрто-Рико, США, Тринидад и Тобаго.

## Система проведения чемпионата
8 команд-участниц на предварительном этапе разбиты на две группы. Победители групп напрямую выходят в полуфинал плей-офф. Команды, занявшие в группах 2-е и 3-и места, выходят в четвертьфинал и определяют ещё двух участников полуфинала. Полуфиналисты по системе с выбыванием определяют призёров первенства. Итоговые 5—8-е места также по системе с выбыванием разыгрывают проигравшие в 1/4-финала и худшие команды в группах.

## Предварительный этап

### Группа А
| М | Команда                  | 1   | 2   | 3   | 4   | И | В | П | С/П | О |
| - | ------------------------ | --- | --- | --- | --- | - | - | - | --- | - |
| 1 | Доминиканская Республика |     | 3:1 | 3:0 | 3:0 | 3 | 3 | 0 | 9:1 | 6 |
| 2 | Пуэрто-Рико              | 1:3 |     | 3:0 | 3:0 | 3 | 2 | 1 | 7:3 | 5 |
| 3 | Канада                   | 0:3 | 0:3 |     | 3:0 | 3 | 1 | 2 | 3:6 | 4 |
| 4 | Тринидад и Тобаго        | 0:3 | 0:3 | 0:3 |     | 3 | 0 | 3 | 0:9 | 3 |

22 сентября: Доминиканская Республика — Канада 3:0 (25:20, 25:22, 25:20); Пуэрто-Рико — Тринидад и Тобаго 3:0 (25:18, 25:15, 25:17).
23 сентября: Доминиканская Республика — Тринидад и Тобаго 3:0 (25:12, 25:10, 25:7); Пуэрто-Рико — Канада 3:0 (25:22, 25:23, 25:21).
24 сентября: Канада — Тринидад и Тобаго 3:0 (25:20, 25:16, 25:19); Доминиканская Республика — Пуэрто-Рико 3:1 (25:21, 28:30, 25:16, 25:22).

### Группа В
| М | Команда    | 1   | 2   | 3   | 4   | И | В | П | С/П | О |
| - | ---------- | --- | --- | --- | --- | - | - | - | --- | - |
| 1 | Куба       |     | 3:2 | 3:0 | 3:1 | 3 | 3 | 0 | 9:3 | 6 |
| 2 | США        | 2:3 |     | 3:0 | 3:0 | 3 | 2 | 1 | 8:3 | 5 |
| 3 | Мексика    | 0:3 | 0:3 |     | 3:1 | 3 | 1 | 2 | 3:7 | 4 |
| 4 | Коста-Рика | 1:3 | 0:3 | 1:3 |     | 3 | 0 | 3 | 2:9 | 3 |

22 сентября: США — Мексика 3:0 (25:18, 25:10, 25:13); Куба — Коста-Рика 3:1 (25:14, 25:10, 22:25, 25:20).
23 сентября: Мексика — Коста-Рика 3:1 (28:26, 23:25, 25:19, 25:19); Куба — США 3:2 (19:25, 16:25, 25:16, 28:26, 15:10).
24 сентября: Куба — Мексика 3:0 (25:15, 25:13, 25:14); США — Коста-Рика 3:0 (25:7, 25:10, 25:13).

## Плей-офф

### Четвертьфинал
25 сентября
США — Канада 3:1 (17:25, 25:10, 25:23, 25:21)
Пуэрто-Рико — Мексика 3:0 (25:11, 25:15, 25:15)

### Полуфинал за 1—4 места
26 сентября
Доминиканская Республика — США 3:2 (21:25, 26:24, 10:25, 25:20, 21:19)
Пуэрто-Рико — Куба 3:2 (21:25, 25:23, 25:17, 20:25, 21:19)

### Полуфинал за 5—8 места
26 сентября
Мексика — Тринидад и Тобаго 3:0 (25:20, 25:16, 25:16)
Канада — Коста-Рика 3:0 (25:17, 25:16, 25:22)

### Матч за 7-е место
27 сентября
Коста-Рика — Тринидад и Тобаго 3:0 (25:18, 25:22, 25:23)

### Матч за 5-е место
27 сентября
Канада — Мексика 3:0 (25:22, 25:21, 25:19)

### Матч за 3-е место
27 сентября
Куба — США 3:2 (17:25, 16:25, 28:26, 25:16, 15:11)

### Финал
27 сентября
Доминиканская Республика — Пуэрто-Рико 3:2 (19:25, 25:23, 16:25, 32:30, 15:8)

## Итоги

### Положение команд
| Доминиканская Республика |
| Пуэрто-Рико              |
| Куба                     |
| 4. США                   |
| 5. Канада                |
| 6. Мексика               |
| 7. Коста-Рика            |
| 8. Тринидад и Тобаго     |

### Призёры
Доминиканская Республика: Аннерис Варгас Вальдес, Бренда Кастильо, Ана Бинет Стефенс, Ниверка Марте Фрика, Кандида Ариас Перес, Милагрос Кабрал де ла Крус, Жоселина Родригес Сантос, Карла Эченике Медина, Присилла Ривера Бренс, Альтаграсиа Мамбру, Бетания де ла Крус де Пенья. Главный тренер — Маркос Квик.
  Пуэрто-Рико: Дебора Сейлхамер, Вильмари Мохика, Татьяна Энкарнасьон, Сара Альварес, Стефани Энрайт, Эва Крус, Аурея Крус, Раймарили Сантос, Аня Руис, Алехандра Окендо, Шейла Осасио, Вильнелья Гонсалес. Главный тренер — Карлос Кардона.
  Куба: Вильма Салас Роселл, Янелис Сантос Алленье, Нэнси Каррильо де ла Пас, Йоана Паласиос Мендоса, Лисбет Арредондо Рейес, Ракель Санчес Перес, Ана Клегер Абель, Лианнес Кастаньеда Симон, Кения Каркасес Опон, Юсидей Силье Фромета, Жизель Сильва Франко, Дженнифер Альварес. Главный тренер — Луис Овьедо Бонилла.

### Индивидуальные призы
MVP:  Присилла Ривера Бренс
Лучшая нападающая:  Нэнси Метколф
Лучшая блокирующая:  Нэнси Каррильо де ла Пас
Лучшая на подаче:  Янелис Сантос Алленье
Лучшая в защите:  Бренда Кастильо
Лучшая связующая:  Вильмари Мохика
Лучшая на приёме:  Бренда Кастильо
Лучшая либеро:  Бренда Кастильо
Самая результативная:  Аурея Крус